# Cheka-Kloster
| Tibetische Bezeichnung                |
| ------------------------------------- |
| Wylie-Transliteration: 'chad kha dgon |

| Tibetische Bezeichnung                |
| ------------------------------------- |
| Wylie-Transliteration: 'chad kha dgon |

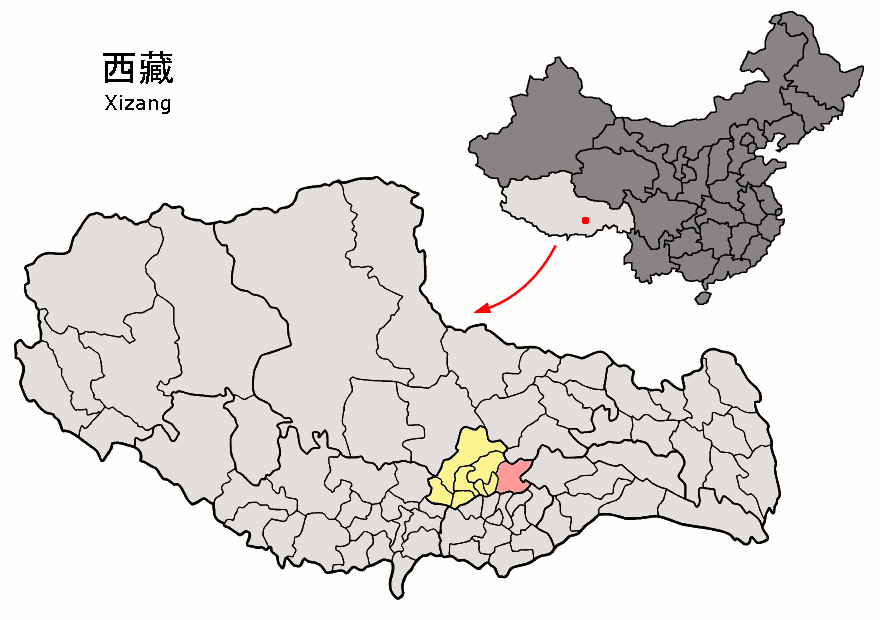
Lage des Kreises Maizhokunggar (rosa) in der bezirksfreien Stadt Lhasa (gelb)

Das  Cheka-Kloster  (tib.:  'chad kha dgon) ist ein im Jahr 1165 gegründetes Kloster der Kadam-Tradition des tibetischen Buddhismus. Es liegt in der Gemeinde Zhaxigang 扎西岗乡 im Kreis Maizhokunggar (Meldro Gongkar) von Lhasa. Das Kloster wurde von Chekawa Yeshe Dorje (tib.:  'chad ka pa ye shes rdo rje; 1101–1175), kurz Chekawa, dem bedeutenden Geistlichen der Kadam-Tradition gegründet.
Das Kloster steht seit 2009 auf der Liste der Denkmäler des Autonomen Gebiets Tibet.